# Karel Stromšík
Karel Stromšík (né le 12 avril 1958 à Nový Jičín à l'époque en Tchécoslovaquie et aujourd'hui en République tchèque) est un joueur de football tchèque (international tchécoslovaque) qui évoluait au poste de gardien de but, avant de devenir ensuite entraîneur.

## Biographie

### Carrière de joueur

#### Carrière en club
Karel Stromšík joue principalement en faveur du Dukla Prague et du Slovan Bratislava.
Il dispute plus de 150 matchs en première division tchécoslovaque. Il remporte avec le Dukla Prague deux championnats et trois Coupes de Tchécoslovaquie.
Il joue également deux matchs en Coupe d'Europe des clubs champions, neuf matchs en Coupe de l'UEFA, et quatre en Coupe des Coupes. Il est quart de finaliste de la Coupe de l'UEFA en 1979, en étant battu par le Hertha Berlin.

#### Carrière en sélection
Karel Stromšík reçoit quatre sélections en équipe de Tchécoslovaquie entre 1980 et 1982.
Il joue son premier match avec la Tchécoslovaquie le 24 septembre 1980, en amical contre la Pologne (match nul 1-1 à Chorzów). Il reçoit sa deuxième sélection le 9 mars 1982, en amical contre l'Argentine (match nul 0-0 à Mar del Plata).
Il figure dans le groupe des sélectionnés lors de la Coupe du monde de 1982. Lors du mondial organisé en Espagne, il joue deux matchs : contre l'Angleterre (défaite 2-0 à Bilbao), et la France (match nul 1-1 à Valladolid).

## Palmarès
| Dukla Prague - Championnat de Tchécoslovaquie (2) : - Champion : 1978-79 et 1981-82. - Vice-champion : 1980-81 et 1983-84. - Coupe de Tchécoslovaquie (3) : - Vainqueur : 1980-81, 1982-83 et 1984-85. |  | Slovan Bratislava - Coupe de Tchécoslovaquie : - Finaliste : 1988-89. |  | Selangor FA - Championnat de Malaisie (2) : - Champion : 1989 et 1990. - Coupe de la Fédération de Malaisie : - Finaliste : 1990. |